# 嫩尼格科芬

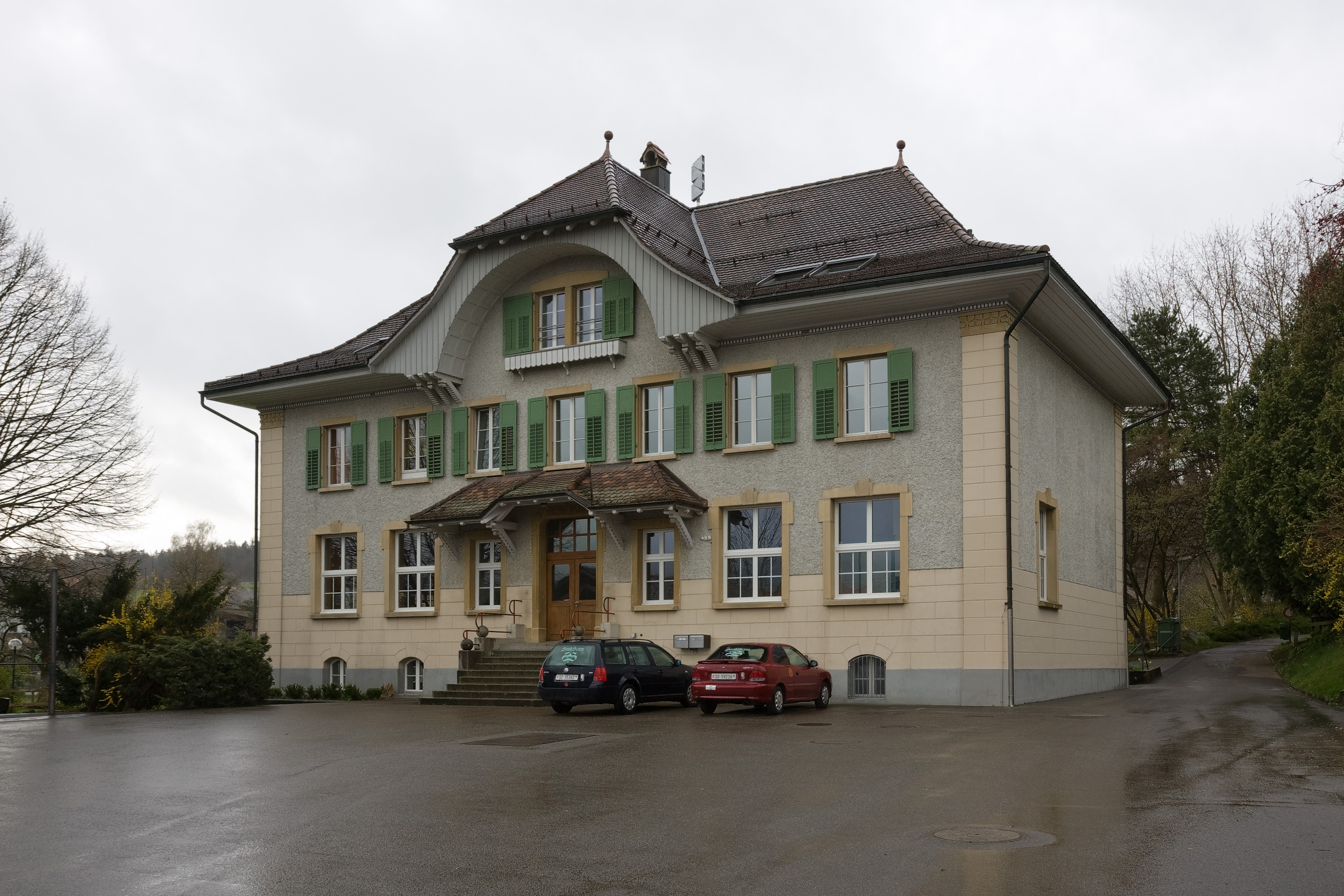

嫩尼格科芬是瑞士的城鎮，位於該國北部，由索洛圖恩州負責管轄，面積4.62平方公里，海拔高度456米，2011年人口484，六成半人口信奉基督教，人口密度每平方公里105人。